# Рукавишников, Иулиан Митрофанович
Иулиа́н Митрофа́нович Рукави́шников (29 сентября 1922, Москва — 14 декабря 2000, Москва) — советский, российский скульптор. Народный художник СССР (1988).

## Биография
Учился в лётной школе вместе с В. И. Сталиным.
В 1952 году окончил Московский художественный институт имени В. И. Сурикова (отделение скульптуры). Ученик А. Т. Матвеева и Н. В. Томского. Ещё студентом получил через Василия Сталина и выполнил заказ на проект памятника на могиле Екатерины Геладзе в пантеоне Мтацминда.
Вместе с сыном А. И. Рукавишниковым стоял у истоков Галереи «М’АРС».
Член-корреспондент АХ СССР (1978). Действительный член РАХ (1997).
Член КПСС с 1970 года.

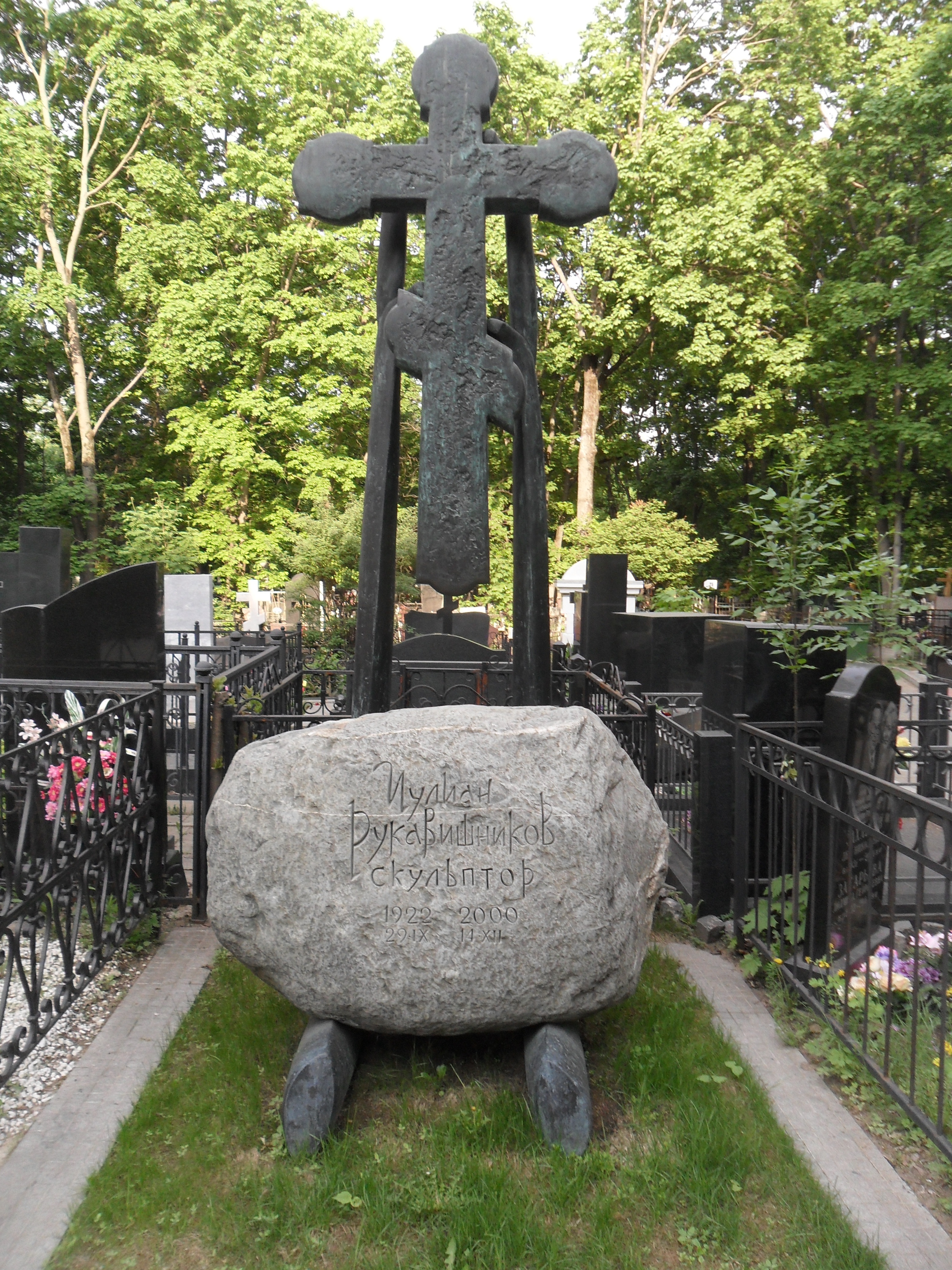
Могила И. Рукавишникова на Ваганьковском кладбище

Умер 14 декабря 2000 года в Москве. Похоронен на Ваганьковском кладбище.

### Семья
- Отец — Рукавишников, Митрофан Сергеевич (1887—1946), скульптор.
- Жена — Филиппова, Ангелина Николаевна (1923—1986), скульптор[4].
- Сын — Рукавишников, Александр Иулианович (род. 1950), скульптор. Народный художник Российской Федерации.
- Внук — Рукавишников, Филипп Александрович (род. 1974) — скульптор. Член-корреспондент Российской Академии Художеств, скульптор.

## Награды и звания
- Заслуженный художник РСФСР (1970)
- Народный художник РСФСР (1978)
- Народный художник СССР (1988)
- Государственная премия Российской Федерации (1999) — за цикл скульптур «Природа (эволюция и превращения)».
- Премия Ленинского комсомола (1978) — за создание обелиска на месте гибели Ю. А. Гагарина и В. С. Серёгина в Киржачском районе Владимирской области.
- Орден Почёта (1997) — за заслуги перед государством, большой вклад в укрепление дружбы и сотрудничества между народами, многолетнюю плодотворную деятельность в области культуры и искусства[5].
- Орден Трудового Красного Знамени (1982) — за заслуги в развитии советского изобразительного искусства и в связи с шестидесятилетием со дня рождения[6].
- Орден Дружбы народов (1993) — за большой вклад в развитие изобразительного искусства и укрепление международных культурных связей[7]
- Медали
- Серебряная медаль Всесоюзного конкурса Международного фестиваля молодёжи и студентов в Москве (1957).

## Работы находятся в собраниях
- Государственная Третьяковская галерея, Москва.

## Наиболее известные работы
- 1960 — Памятник А. П. Чехову (Таганрог, Россия).
- 1970 — Юность (памятник, Ульяновск), в соавторстве с супругой[8].
- 1971 — Памятник академику И. В. Курчатову (Москва, Россия).
- 1971 — Бюст Володи Ульянова (Ульяновск, Гимназия № 1).
- 1974 — Памятник А. В. Щусеву, совместно с архитектором Б. И. Тхором (установлен в 1980 году) (Москва, Гранатный переулок, 7).
- 1975 — Обелиск на месте гибели космонавта Ю. А. Гагарина и летчика-испытателя В. С. Серёгина.
- 1987 — Памятник-бюст Н. С. Строеву, архитектор Г. В. Макаревич (Ленинградский проспект, у д. 59)[9]
- 1983 — бюсты М. А. Суслова и Л. И. Брежнева в Некрополе у Кремлёвской стены в Москве.
- 1984 — «Освободителям города Ростова-на-Дону от фашистских оккупантов» (совместно с А. Н. Филипповой, Ростов-на-Дону, Россия).
- 1990-е — «Древо жизни». Представительство СССР при ООН (Нью-Йорк, США).
- 1990-е — Горельеф «Воскресение Христа» (храм Христа Спасителя, Москва, Россия).

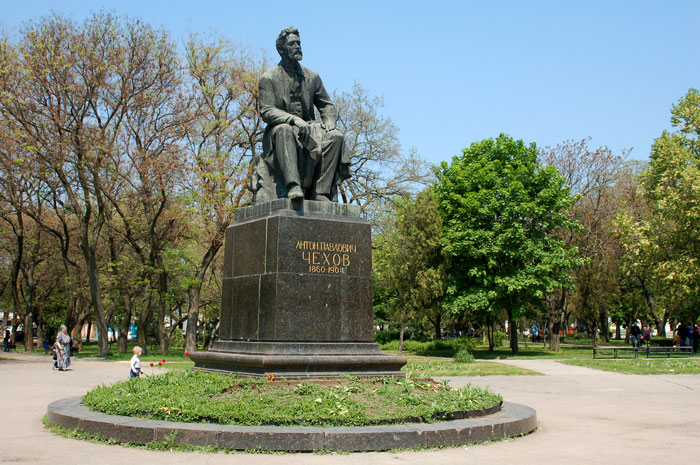
Памятник А. П. Чехову (Таганрог, Россия).
Памятник И. В. Курчатову на площади имени Академика Курчатова (Москва, Россия).
Стела «Освободителям Ростова» (Ростов-на-Дону, Россия).
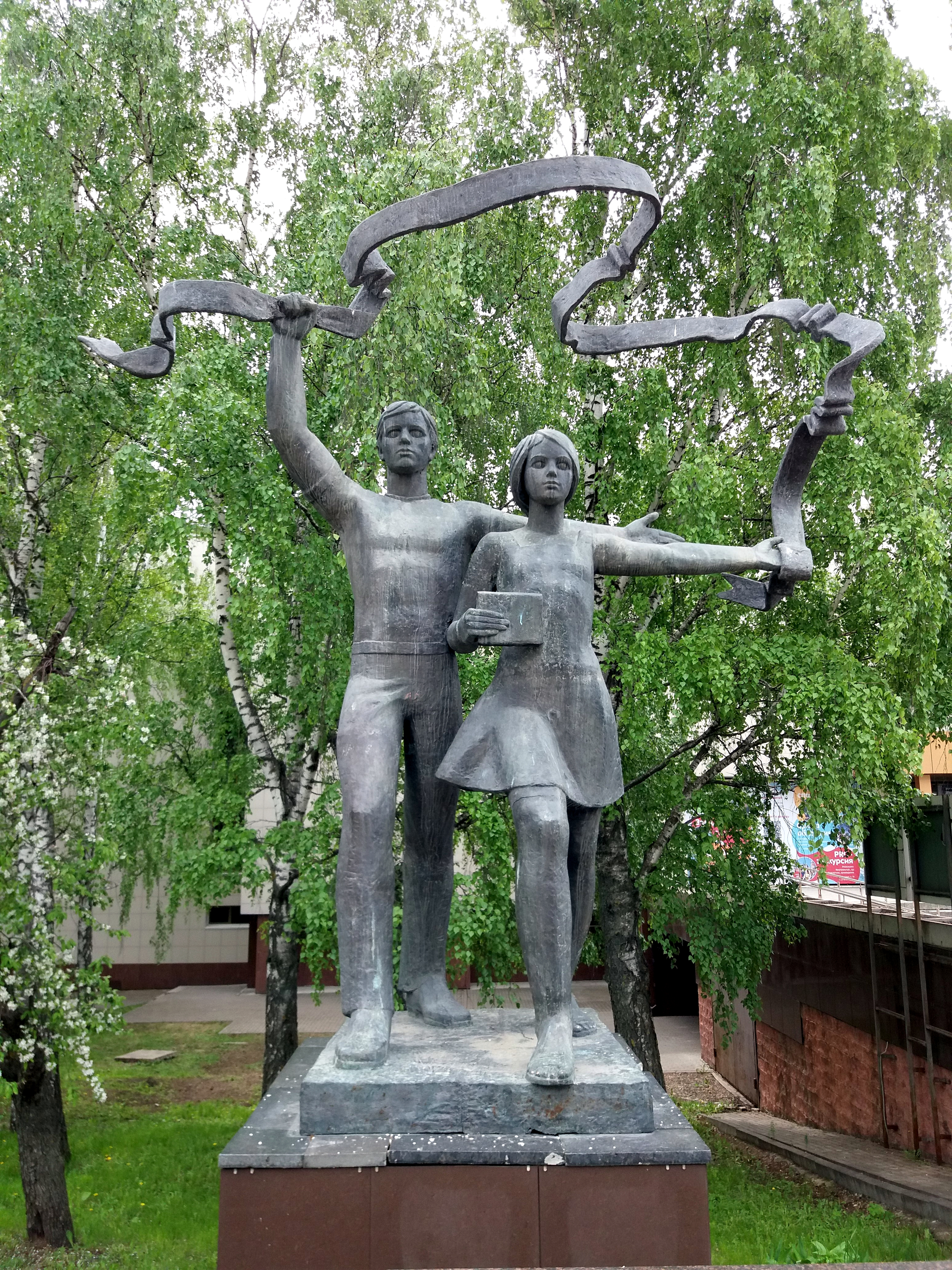
Юность (памятник, Ульяновск).
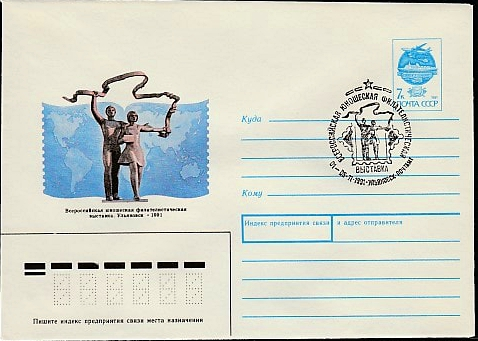
ХМК СССР, 1991. Ульяновск. Всероссийская юношеская филвыставка, со спецгашением. Скульптура «Юность».